# 재정신청
|                                                                  |
| 형사소송법                                                       |
| 이념과 구조                                                      |
| 무죄 추정의 원칙 · 자백배제법칙 · 전문법칙                       |
| 증거보전청구권 · 형사보상청구권 · 독수독과이론                   |
| 실체적 진실주의 · 적정절차 · 신속한 재판의 원칙                  |
| 진술거부권 · 접견교통권 · 증거개시제도                           |
| 열람등사권 · 위법수집증거배제법칙                                |
| 법원                                                             |
| 제척 · 기피 · 회피 관할 · 이송 · 법관                            |
| 피고인과 변호인                                                  |
| 피고인 ·변호인 · 성명모용자 · 공동피고인 국선변호인 · 법정대리인 |
| 검사                                                             |
| 기소독점주의 · 검사 동일체의 원칙                                |
| 수사                                                             |
| 함정수사 · 불심검문 · 임의동행 · 동행요구 · 사법경찰관           |
| 구속                                                             |
| 구속영장 · 체포영장                                              |
| 증거법                                                           |
| 정황증거 · 전문증거 · 진술조서 · 진술서 · 실황조사서 · 검증조서  |
| 진술 · 증인                                                      |
| 재판                                                             |
| 공소장 · 공소장일본주의                                          |
| 고소 · 고발 · 고소불가분의 원칙 · 자수                           |
| 상소                                                             |
| 항소, 상고 & 비상상고                                            |
| 다른 7법 영역                                                    |
| 헌법 · 민법 · 형법                                               |
| 민사소송법 · 형사소송법 · 행정법                                 |
| 포털: 법 · 법철학 · 형사정책                                     |
| v • d • e • h                                                    |

재정신청(裁定申請)은 국가기관인 검사가 고소나 고발 사건을 불기소하는 경우, 그 결정에 불복한 고소인 또는 고발인이 법원에 그 결정이 타당한지를 다시 묻는 것을 말한다. 2007년 이전의 형사소송법에서는 형법 123조 내지 125조의 3개 죄(공무원의 권리행사방해죄, 특수공무원의 체포·감금죄, 특수공무원의 폭행, 가혹행위죄)에 대해서만 재정신청이 가능했다. 하지만 2011년 7월 18일 개정된 형사소송법에서는 모든 당사자 고소 사건에 대해 검찰에 항고 뒤 재정신청을 할 수 있도록 했고, 고발 사건은 4가지 사건에 대해서만 재정신청을 가능하게 했다.
형사소송법 제260조(재정신청)
①고소권자로서 고소를 한 자(「형법」 제123조부터 제126조까지의 죄에 대하여는 고발을 한 자를 포함한다. 이하 이 조에서 같다)는 검사로부터 공소를 제기하지 아니한다는 통지를 받은 때에는 그 검사 소속의 지방검찰청 소재지를 관할하는 고등법원(이하 "관할 고등법원"이라 한다)에 그 당부에 관한 재정을 신청할 수 있다. 다만,「형법」 제126조]의 죄에 대하여는 피공표자의 명시한 의사에 반하여 재정을 신청할 수 없다.  <개정 2011.7.18.>
재정신청 결정에 대해서는 확정판결의 효력이 있어 더 이상 형사적인 책임을 물을 수 없기에 재정신청이 기각된 이후 헌법재판소에 헌법소원을 청구하면 법원의 재판에 대한 헌법소원을 인정하지 않는 헌법재판소법에 의해 "부적법하다"는 결정을 받게 되지만 재정신청을 할 때 재정신청에 대한 형사소송법 조항에 대하여 위헌법률심판제청 신청서를 제출하여 법원이 기각하면 헌법재판소법 68조2항에 따른 헌법소원을 청구할 수 있다.

## 의의
재정신청은 기소독점주의의 한계를 극복하기 위해 검찰의 잘못된 불기소 결정을 바로잡기 위한 취지의 제도다. 검사가 이해 관계가 있거나 친분이 있는 사람들, 공무원, 권력자 등을 수사하는 경우, 자신의 의사 또는 상급자의 의사에 따라 기소를 하지 않게 될 수 있다. 이런 경우, 상급 검찰청에 요청하는 항고나 재항고 역시 그 역할을 다 하기 어렵다. 재정신청은 이런 경우를 방지하기 위해 법원에 기소를 강제할 수 있는 권한을 주는 것이다.

## 역사
일제 강점 하에서 경찰과 검찰의 횡포를 경험했던 대한민국의 입법자들은 기소독점주의와 기소편의주의에 대한 견제 장치를 위해 재정신청을 강화했다. 대한민국 형사소송법의 모델이 된 일본의 형사소송법에서는 당시 직권남용죄에 대해서만 재정신청이 가능하도록 했는데, 당시 대한민국 의회에서는 1953년 법전편찬위원회의 초안에 없던 재정신청 조항을 넣고 재의결까지 가면서 검찰에 대한 견제를 강화하기 위해 노력했다.
하지만 1973년 유신정권은 검찰력에 대한 법원의 통제를 약화하기 위한 목적으로 재정신청은 검찰에 대한 견제가 가장 시급한 형법상의 3개 항목(공무원의 권리행사방해죄, 특수공무원의 체포·감금죄, 특수공무원의 폭행, 가혹행위죄)에 대해서만 가능하도록 변경했다. 결국 1987년까지 재정신청 조항에 의해 기소된 경우가 단 한번도 없었다.
결국 2007년 12월 21일 개정된 형사소송법에서는 모든 당사자 고소 사건에 대해 검찰에 항고 뒤 재정신청을 할 수 있도록 했고, 제3자 고소 사건은 기존의 3가지 사건에 대해서만 재정신청을 가능하게 했다. 또 법원이 필요한 경우 증거를 조사할 수 있도록 하여(형사소송법 제262조 2항), 검찰 수사에 대한 법원의 견제가 가능하도록 했다. 하지만 법원은 수사기관이 아니기에 검찰이 조사한 것 이상을 다루는 경우는 드물 것이라는 견해도 있다.
하지만 현재의 재정신청 역시 기소 결정이 난 뒤 검찰청에서 지정한 검사가 공소를 유지하므로 여전히 검찰의 기소권에 대한 견제를 위한 목적을 달성하지 못하고 있다.

## 재정 법원의 심리

### 항고전치주의
재정신청은 항고의 결과가 나온 뒤에 이뤄질 수 있도록 되어있다. 이는 수사에 대한 검찰의 자체적인 시정을 위한 것이다.

### 관할 법원
현재 재정신청 사건의 관할법원은 고등법원이다. 입법 과정에서 고등검찰청의 항고 뒤에 지방법원에서 심사를 하는 것은 불합리 하다는 이유로 관할법원이 동급의 고등법원으로 정해졌다.
하지만 재정신청에 의해 기소가 된 사건을 하급법원이 주관하는 1심에서 처리하는데 있어 심리적인 영향을 받을 수 있다는 지적이 있다.

## 항고와의 차이점
재정신청과 항고는 불기소 결정에 대한 불복의 의미를 나타내는 방식들이지만, 이를 심사하는 주체와 그에 따른 결과는 두 방식이 서로 다르다. 또 현재 형사소송법에서는 항고에서 기각 결정이 난 뒤에야 재정신청을 할 수 있다.
항고의 경우, 수사에 미진함이 있어 수사를 더 진행해달라는 의미로 상급 검찰청(항고의 경우 고등검찰청, 재항고의 경우 대검찰청)에 제기하는 것이다. 따라서 항고에 대한 결정은 "(재)항고 기각"이나 "재기수사명령" 둘 중의 하나가 나오게 된다.
재정신청의 경우, 항고 기각이 합당한지를 묻는 것이고, "신청 기각"이나 "공소 제기(기소)"의 두 가지 중 하나의 결론이 나오게 된다.

## 비판

### 검사에 의한 공소 유지
2007년 형법소송법 개정 과정에서 정부는 공소유지 변호사를 법원에서 지정하는 안을 냈다. 하지만 검찰은 역할 축소를 우려하여 국회에서 자신들이 공소권을 가져야 한다는 의견을 펼쳤고, 결국 국회에서는 재정신청의 범위를 늘리는 대신 공소권 유지를 위한 검사를 검찰청에서 지정하도록 했다.
하지만 정몽준의 결심 재판에서 검사가 구형을 포기하거나, 경찰관을 폭행혐의로 무고한 피의자에 대한 재정신청 사건에서 무죄를 구형하는 등, 검찰의 공소 유지에 의한 명백한 한계가 나타나고 있다. 2008년 1월부터 2009년 6월까지 재정결정 판결이 선고된 사건은 총 61건이었으며, 이 중 검사가 무죄를 구형하거나 구형 의견을 제시하지 않는 등 소극적 태도를 보인 사건은 총 28건, 그 중 유죄가 선고된 사건은 13건이었다.

### 고소, 고발자에 의한 남용 & 경찰관 직권남용 형사 재정신청
대한민국에서 고소 및 고발의 불기소율은 상당히 높은 반면, 항고하는 비율은 매우 낮다. 이는 민사에서 사용하기 위한 증거를 수집하기 위해 고소와 고발을 이용하는 경우가 많기 때문이다. 이에 따라 재정신청 역시 고소와 고발자에 의해 악용될 가능성이 제기되기도 한다.
다만, 형사 사건에 고소, 고발에 불기소율이 높다는 것에는 검사가 제대로 수사를 하지 않을 확률이 높을 수 도 있다. 경찰공무원에 직권남용 사건 수사에는 검사는 중립을 지켜 제대로 된 수사를 해야 된다.
하지만 박지원 의원이 국회 법제사법위원회 대전고등법원 등에 대한 국정감사가 있었던 2015년 9월 15일 재정신청 인용율이 1%라고 하면서 "법원에서 검찰의 자의적인 불기소처분으로 국민이 재판을 받을 권리가 침해되지 않도록, 고등법원이 재정신청을 적극 인용할 필요가 있다"고 말하자 박홍우 대전고등법원장이 "공감한다"고 밝혔다.

## 해외의 유사 제도
대한민국의 입법자들은 기소독점주의와 기소편의주의에 대한 견제 장치를 위해 재정신청을 강화했다. 
대한민국 형사소송법의 모델이 된 일본의 형사소송법에서는 당시 직권남용죄에 대해서만 재정신청이 가능하도록 했다.
일본은 우리나라와 유사하게 기소편의주의를 채용하고 있으며, 공무원 직권 남용죄 등 제한된 범위의 범죄를 대상으로 재정신청을 인정한다. 하지만 더 넓은 범위의 사건에 대해서는 시민이 직접 참여하는 검찰심사회라는 제도를 이용해 검찰의 기소 독점을 견제한다.
미국은 대배심 제도를 이용해 검사의 기소를 감시한다. 하지만 연방에서 정한 경범죄의 경우, 검사가 대배심 제도를 통과할지에 대한 재량을 가질 수 있다.
독일은 범죄 피해자인 고소인의 권리를 구제하는 "기소 강제" 절차를 두고 있다. 이는 기소법정주의에 따라 검찰이 기소를 유예할 경우, 법원에 기소 강제를 요청할 수 있는 것이다. 독일에서는 기소 유예 조건 자체가 매우 한정적으로 기술되어 있다.
프랑스에서는 검사의 기소독점주의를 인정하지 않는다. 1808년 나폴레옹 시절부터 수사판사 제도를 통해 판사를 통해서도 기소할 수 있도록 했고, 수사판사는 구속, 압수수색, 통신감청까지 할 수 있다.

## 같이 보기
- 기소편의주의
- 일본 검찰심사회